# Fulgencio de Miguel

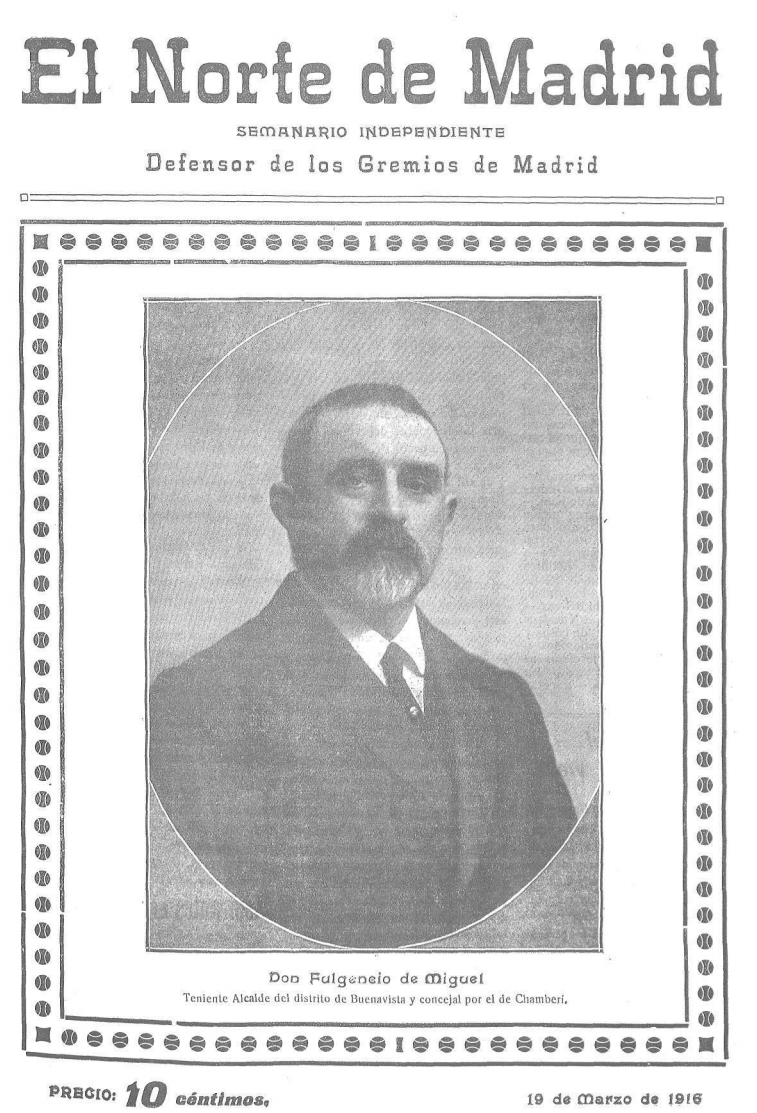
Fulgencio de Miguel Alonso

Fulgencio de Miguel Alonso (Imón, 16 de enero de 1863 – Madrid, 5 de septiembre de 1935) fue un comerciante y político español, activo especialmente en Madrid, su ciudad de adopción. Fue tío del presidente del Real Club Celta de Vigo, Fernando de Miguel Rodríguez.

## Biografía
Nació accidentalmente en Imón, una pequeña pedanía de Sigüenza, en la provincia de Guadalajara, si bien vivió con su familia en un pequeño pueblo de la provincia de Soria, Valdanzo. A los diez años se trasladó con su familia a Madrid, aunque nunca abandonó el contacto con la localidad soriana, de la que se consideraba natural. A los diecisiete años de edad comenzó a trabajar como dependiente, abandonando sus estudios, en una tienda de ultramarinos. Con veinticuatro años abrió su propia tienda de ultramarinos en la plaza de Olavide, en Chamberí.

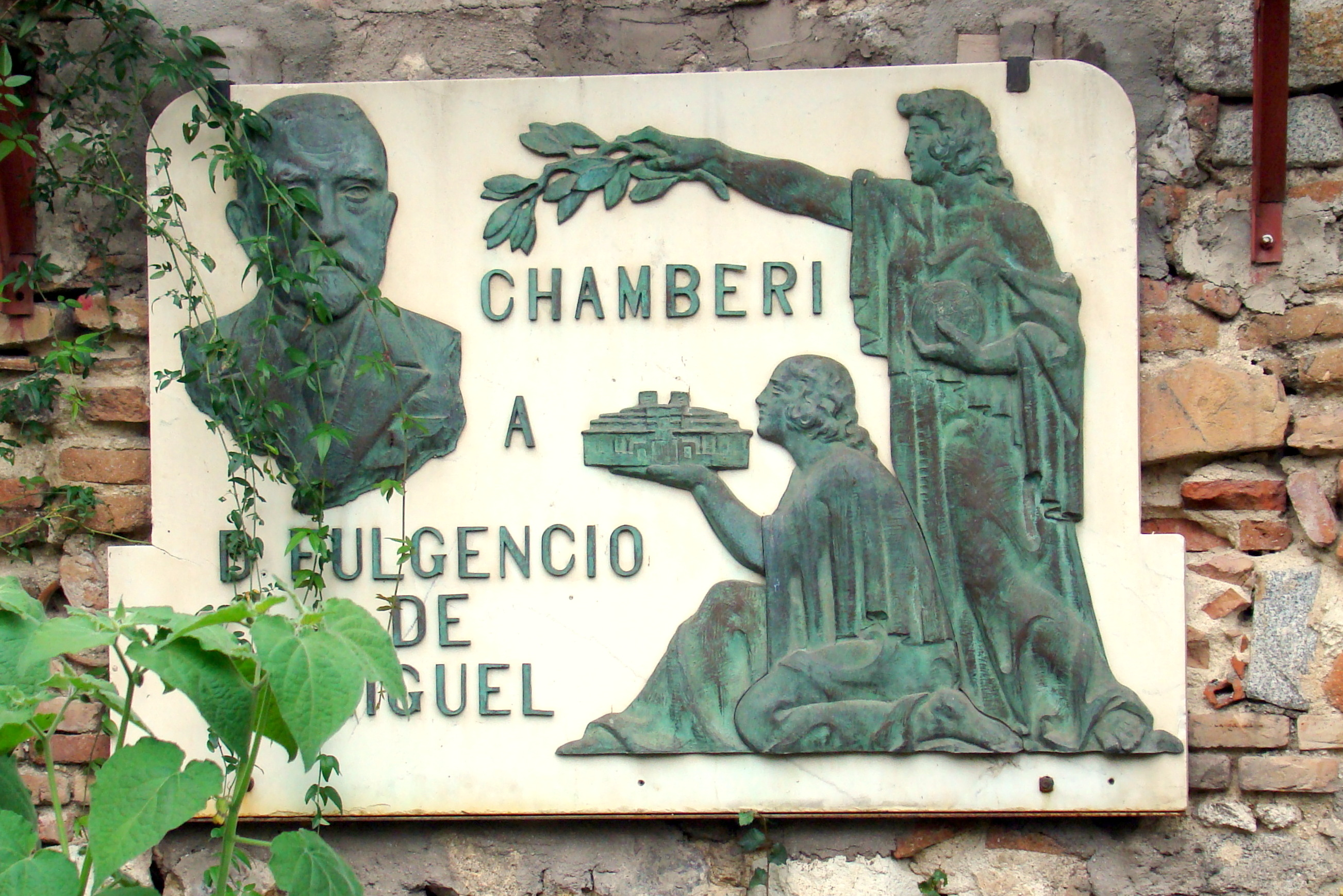
Placa en honor a Fulgencio de Miguel realizada por Mariano Monedero del Río. Colocada originalmente en el desaparecido mercado de Olavide, se encuentra actualmente en el vivero de estufas del parque del Retiro.

Además de su actividad empresarial, desarrolló una intensa labor gremial y posteriormente política. Formó parte de la patronal del comercio de Madrid, de la que vocal a finales del siglo XIX. También llegó a ser presidente de la Sociedad la Única, que agrupaba los gremios de comestibles y ultramarinos de Madrid, o vocal de la Cámara de Comercio de Madrid. Se unió al Partido Liberal, en el que formó parte de la facción del conde de Romanones, y fue elegido concejal del Ayuntamiento de Madrid por primera vez en 1903, por el distrito de Chamberí, en el que se encontraba su establecimiento comercial. Desde entonces repitió varias veces como concejal, así como de teniente de alcalde en su distrito. También fue diputado provincial. Tras el fin de la dictadura de Primo de Rivera, fue designado concejal de la corporación madrileña. En las elecciones municipales de 1931 formó parte de la candidatura monárquica y fue el más votado de su candidatura en el distrito de Chamberí, si bien con menos de la mitad de los votos de los obtenidos por los candidatos republicano-socialistas. Revalidó, de esta forma, su acta de concejal, al ser uno de los cinco correspondientes al distrito. También fue miembro de diversas organizaciones culturales. Como miembro del ayuntamiento promovió la construcción del mercado de abastos municipal de la plaza de Olavide.
Fue un político bastante popular. En 1931 se le dio su nombre a una calle de nuevo trazado, entre Bravo Murillo y Francos Rodríguez. En 1935 se le ofreció un homenaje, en el que se debía descubrir una placa en su memoria en el mercado de la plaza de Olavide (en ella aparecen su efigie y dos figuras alegóricas, una de las cuales le ofrece una maqueta del mercado). La placa, de mármol y bronce, fue financiada por suscripción popular. De Miguel falleció el mismo día en el que se había previsto la celebración del homenaje, por lo que la placa fue finalmente descubierta por el alcalde Rafael Salazar Alonso una semana después.